# Билуп
Билуп (фр. Busloup) насеље је и општина у централној Француској у региону Центар (регион), у департману Лоар и Шер која припада префектури Вандом.
По подацима из 2011. године у општини је живело 433 становника, а густина насељености је износила 22,86 становника/km². Општина се простире на површини од 18,94 km². Налази се на средњој надморској висини од 111 метар (максималној 162 m, а минималној 88 m).

## Демографија
| 1962. | 1968. | 1975. | 1982. | 1990. | 1999. | 2011. |
| ----- | ----- | ----- | ----- | ----- | ----- | ----- |
| 304   | 332   | 309   | 336   | 361   | 379   | 433   |

График промене броја становника у току последњих година